# LightStage
LightStage — технология по цифровому захвату изображений реальных объектов, преимущественно людей, и создание на основе полученных данных их трёхмерных динамических цифровых образов. «LightStage» может создавать цифровые образы объектов, преимущественно человеческих лиц, как в статике, так и в динамике. Изначально данная технология была разработана командой исследователей Института творческих технологий (англ. Institute for Creative Technologies) при Университете Южной Калифорнии под руководством доктора философии Пола Дебевека (англ. Paul Debevec). Впоследствии разработкой и поддержкой технологии «LightStage» начала заниматься одноимённая компания, основателем и CEO которой является Жюль Урбах. В настоящий момент «LightStage» позиционируется как часть программы и инициативы «AMD Cinema 2.0», которая создаётся и продвигается совместными усилиями компаний AMD, OTOY, LightScape и собственно LightStage.

## Описание
«LightStage» предназначена для создания преимущественно цифровых образов лица, и последующее моделирование мимики и речи. Процесс создания цифровой копии лица состоит с нескольких этапов. Сначала человек проходит процесс интенсивного фотографирования специальными высокоскоростными цифровыми камерами в специально оборудованном помещении. Потом путём программной обработки создаётся трёхмерная цифровая модель лица, «движениями» которой можно управлять в произвольном порядке.
«LightStage» ориентирована на использовании в кинофильмах, роликах и симуляциях, а после присоединения к программе «AMD Cinema 2.0» — в компьютерных играх, основное отличие которых от фильмов — интерактивность.

## История
Пол Дебевек (англ. Paul Debevec), исследователь и учёный, работающий в Институте творческих технологий (англ. Institute for Creative Technologies) Institute for Creative Technologies при Университете Южной Калифорнии, доктор философии с 1996 года, в конце 1990-х годов вместе со своей командой начал разработку технологии «LightStage». Впоследствии данная технология использовалась в фильмах «Человек-паук 2», «Человек-паук: Враг в отражении», «Возвращение Супермена», «Кинг-Конг», «Хэнкок» и «Загадочная история Бенджамина Баттона».
В начале августа 2008 года в Нью-Йорке компания AMD провела презентацию для прессы, в которой показала технологию «LightStage» и рассказала о её связи с «AMD Cinema 2.0». На презентации присутствовали компании Splash Damage, Crytek, Rebellion Developments, Remedy Entertainment и Blizzard Entertainment, которые выразили заинтересованность в данной технологии. На презентации демонстрировалось видео, на котором был показан полный процесс создания цифрового образа лица актрисы Эмили О’Брайен (англ. Emily O'Brien): от фотографирования и съёмки до готового результата. В создании данной презентации, кроме LightStage, также участвовала компания Image Metrics.
В первой половине января 2010 года стало известно, что 20 февраля 2010 года на Beverly Hills Академия Киноискусств (англ. Academy of Motion Picture Arts and Sciences) вручит награду создателям технологии «LightStage» —  Полу Дебевеку, Тиму Хокинсу (англ. Tim Hawkins), Джону Моносу (англ. John Monos) и Марку Сегару (англ. Mark Sagar).
Последний раз технология «LightStage» использовалась при создании фильма «Трон: Наследие» (англ. TRON: Legacy). «LightStage» использовалась для создания образа молодого Кевина Флинна, героя Джеффа Бриджеса. С помощью «LightStage» сначала был просканирован макет лица молодого Бриджеса, а потом — сам Бриджес.

## Внешние ссылки
- lightstage.com — официальный сайт компании LightStage (на январь 2011 года недоступен)
- High Resolution Face Scanning for "Digital Emily" a collaboration between Image Metrics and the USC Institute for Creative Technologies Graphics Lab (англ.). ICT Graphics Lab. — Детальное описание процесса создания цифрового образа лица человека, с иллюстрациями и видеороликами. Дата обращения: 23 декабря 2009. Архивировано 5 июня 2011 года.